# David Price (boxeador)
David Price (Liverpool, 6 de julio de 1983) es un deportista británico que compitió en boxeo. Participó en los Juegos Olímpicos de Pekín 2008, obteniendo una medalla de bronce en el peso superpesado.

## Palmarés internacional
| Juegos Olímpicos | Juegos Olímpicos | Juegos Olímpicos  | Juegos Olímpicos |
| Año              | Lugar            | Medalla           | Categoría        |
| ---------------- | ---------------- | ----------------- | ---------------- |
| 2008             | Pekín (China)    | Medalla de bronce | +91 kg           |